# Parce que tu crois
Clip vidéo
[vidéo] « Charles Aznavour - Parce que tu crois », sur YouTube
Parce que tu crois est une chanson écrite et interprétée par Charles Aznavour en 1966. Elle est sortie sur son album de 1966 La bohème et l'EP Chante Paris au mois d'août.

## Reprises
La chanson a été samplée ou reprise par de nombreux artistes musicaux, notamment :
- 1985 : Youssou N'Dour avec Xale Rewmi
- 1999 : Dr. Dre avec What's the Difference[2]
  - 2003 : Blu Cantrell avec Breathe qui a à son tour repris What's the Difference.
- 2003 : Wax Tailor avec Positively Inclined
- 2006 : Bitter:Sweet avec Dirty Laundry[3]
- 2006 : Debout sur le Zinc dans l'album Les promesses
- 2007 : Koxie avec Garçon
- 2013 : Indila avec Dernière danse
- 2014 : Cro avec Bad Chick
- 2014 : Nikki Yanofsky avec Le mal nécessaire
- 2015 : Miles Kane avec Johanna (bande originale du film Charlie Mortdecai)[4]
- 2017 : Emancipator avec Time for Space
- 2019 : Shaq avec Freestyle (Dame Dolla Diss)[5]